# La Roque-Sainte-Marguerite
La Roque-Sainte-Marguerite è un comune francese di 206 abitanti situato nel dipartimento dell'Aveyron nella regione dell'Occitania.

## Società

### Evoluzione demografica
Abitanti censiti